# Billy Talbot
Pour les articles homonymes, voir Talbot.
William Hammond "Billy" Talbot , né le 23 octobre 1943 à New York, est le bassiste du groupe de rock Crazy Horse.

## Discographie
- Crazy Horse (1970),
- Loose (1971),
- At Crooked Lake (1973),
- Crazy Moon (1978),
- Left for Dead (1989),
- Gone Dead Train: Best of Crazy Horse (2005),
- Scratchy: The Complete Reprise Recordings (2005).

### Avec Neil Young
- Everybody Knows This Is Nowhere (1969),
- After the Gold Rush (1970),
- Zuma (1975),
- Rust Never Sleeps (1979),
- Live Rust (1979),
- Re-ac-tor (1981),
- Life (1987),
- Ragged Glory (1990),
- Arc (1991),
- Weld (1991),
- Sleeps with Angels (1994),
- Broken Arrow (1996),
- Year of the Horse (1997),
- Are You Passionate? (2002) : un seul titre "Going home",
- Greendale (2003),
- Americana (2012)
- Psychedelic Pill (2012)
- Colorado (2019)
- Barn (2021)
- World Record (2022)

## Filmographie
- 1998 : Year of the Horse de Jim Jarmusch : lui-même
- 2003 : Greendale